# Kurt Baluses
Kurt Baluses (ur. 30 czerwca 1914 w Olsztynie, zm. 28 marca 1972 w Ludwigsburgu) – niemiecki piłkarz występujący na pozycji pomocnika, a także trener.

## Kariera piłkarska
W swojej karierze Baluses reprezentował barwy zespołów SV Allenstein, VfB Königsberg, Holstein Kiel, Eckernförder SV, Rot-Weiß Niebüll oraz Itzehoer SV.

## Kariera trenerska
Baluses karierę rozpoczął jako grający trener zespołów Eckernförder SV oraz Itzehoer SV. Następnie trenował zespoły Oberligi:
1. FC Köln, Eintracht Brunszwik oraz VfB Stuttgart. Wraz ze Stuttgartem w sezonie 1963/1964 rozpoczął występy w Bundeslidze i prowadził go w tych rozgrywkach przez dwa sezony.
W kolejnych latach Baluses był szkoleniowcem klubów Regionalligi – Kickers Offenbach, Karlsruher SC oraz SpVgg Ludwigsburg, który trenował do śmierci dnia 28 marca 1972.